# Акжелен
Акжелен (каз. Ақжелең) — музичний жанр, мала форма кюя. Виконується на домбрі. Вирізняється життєрадісним, веселим настроєм.
Домбрист традиційно повинен знати та вміти виконати 62 акжелени. Відомі акжелени Узака, Курмангази, Даулеткерея, Каратаса, Аймагамбета, Усена-торе, Айжарика, Молдагалі, Тілекеша, Богди та інших. Особливе місце акжелен займає у творчості Казангапа та Єспая.